# Tour de França de 1930
El Tour de França de 1930 fou la vint-i-quatrena edició del Tour de França i es disputà entre el 2 i el 27 de juliol de 1930, sobre un recorregut de 4.822 km, distribuïts en 21 etapes. La cursa fou guanyada pel francès André Leducq, a una velocitat mitjana de 28,002 km/h, amb quasi un quart d'hora sobre el segon classificat, l'italià Learco Guerra.
En aquesta edició es va introduir un nou format en els equips ciclistes: els equips foren organitzats per països i cadascun tenia 10 ciclistes a les seves files. Aquest sistema va demostrar ser molt bo pels francesos, ja que col·locaren a sis ciclistes entre els deu primers classificats. A més André Leducq va guanyar la classificació general, mentre Charles Pélissier aconseguí vuit victòries d'etapa.
Com a novetat, en aquesta edició es va introduir la caravana publicitària.

## Canvis respecte a l'edició anterior
El director del Tour, Henri Desgrange, havia fet nombrosos intents per acabar amb les tàctiques d'equip al Tour de França, ja que ell volia que la victòria fos conseqüència de l'esforç individual. El 1929 s'havien eliminat els patrocinadors, però això no havia tingut cap efecte real en la cursa, ja que els membres de l'equip Alcyon van cooperar entre ells, permetent que un malalt Maurice de Waele guanyés la cursa. El 1930 Desgrange va substituir els equips comercials per equips nacionals. Amb aquest canvi acceptava la importància dels equips a l'hora de lluitar per la victòria, però alhora limitava els interessos comercials dels patrocinadors en afavorir un o altra ciclista. La cursa va començar amb cinc equips nacionals integrats per vuit ciclistes cadascun i 60 touriste-routiers. A més tots els ciclistes van competir en bicicletes idèntiques, de color groc.
Als equips comercials no els agradà la imposició dels equips nacionals, ja que perdien la publicitat durant la carrera més important de la temporada, mentre havien de continuar pagant el sou dels ciclistes. Fins aleshores els equips comercials es feien càrrec del menjar, transport i allotjament als ciclistes durant la carrera, però a partir d'aquest moment és l'organització del Tour qui se'n fa càrrec. Per aquest motiu es va introduir la caravana publicitària. El 1930 només tres empreses van prendre part en aquesta caravana publicitària, però des d'aleshores no ha parat de créixer. El patrocinador més popular era xocolates Menier. Fins a 500.000 aficionats que es van acostar a veure les primeres etapes del Tour de França van rebre porcions de xocolata.
El 1929 tots els ciclistes havien de reparar els desperfectes patits a la bicicleta i acabar l'etapa amb la bicicleta amb què l'havien començat. Això va fer que Victor Fontan hagués d'abandonar mentre era líder. El 1930 aquesta norma fou eliminada i es va permetre que els ciclistes rebessin ajuda si tenien problemes mecànics.
Entre 1927 i 1929 algunes etapes s'havien disputar com a contrarellotges per equip. Aquesta modalitat d'etapes fou totalment abandonat en aquesta edició.
En aquesta edició va tenir lloc la primera retransmissió en directe del Tour de França per ràdio.
Es van introduir dos premis econòmics extres és aquesta edició, donats pels germans Soors de Grand Sport. El ciclista que liderava la classificació general i, per tant, portava el mallot groc, va rebre el Maillot d'or, i 1.000 francs per cada etapa. El millor touriste-routier en la classificació general rebia el 'Maillot d'argent, i 500 francs per etapa. Tot i el nom no hi havia cap mallot de plata pel millor touriste-Routier.

## Participants
Per primera vegada el Tour es va córrer amb equips nacionals. Bèlgica, Itàlia, Espanya, Alemanya i França van enviar equips composts per vuit ciclistes. A banda, van prendre part 60 ciclistes com a touriste-routiers, la majoria dels quals eren francesos. Alguns d'ells estaven agrupats en equips regionals.
Un dels més destacats ciclistes que va prendre part en aquesta edició va ser Alfredo Binda, que va córrer per l'equip nacional italià. Binda havia dominat el Giro d'Itàlia en les darreres edicions, guanyant el 1925, 1927, 1928 i 1929, any en què guanyà vuit etapes consecutives. El 1930 va rebre diners per no participar en el Giro d'Itàlia, per la qual cosa decidí participar en el Tour de França. Amb tot no s'esperava que acceptés el patiment del Tour, amb gent atacant en tot moment, quan a Itàlia ho controlava tot.
L'equip francès estava liderat per Victor Fontan, el qual s'havia hagut de retirar en el Tour de França de 1929 quan liderava la cursa per problemes mecànics, i André Leducq. A l'equip belga el principal favorit era Jef Demuysere.
A l'equip espanyol estava liderat pel valencià Salvador Cardona, vencedor d'una etapa i quart classificat en l'edició anterior.

## Recorregut
El recorregut és similar al dels anys precedents, tot i que per primera vegada des de 1910 el quilometratge baixa dels 5.000 km i es redueix una etapa, passant de 22 a 21 les etapes disputades. En aquesta edició encara hi ha 4 etapes amb més de 300 quilòmetre. Es tornà a recórrer tot el perímetre de França en el sentit contrari a les agulles del rellotge. La tradicional etapa entre la costa atlàntica i Luishon és escurçada en distància, amb la creació d'una etapa pont, amb final a Pau. Les principals dificultats muntanyoses que els ciclistes han de superar són l'Aubisca i el Tourmalet, als Pirineus i el coll de Vars, el Galibier i el coll del Ballon d'Alsace als Alps.
Sols la vila de Montpeller acull el Tour per primera vegada.

## Desenvolupament de la cursa

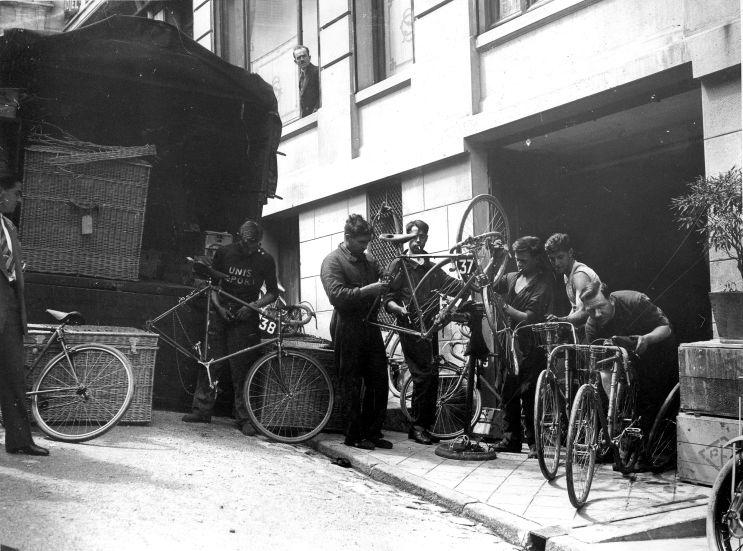
Fent el manteniment de les bicicletes durant la jornada de descans a Belfort.

La primera etapa va ser guanyada per Charles Pélissier, el qual passà a liderar la cursa, sent el tercer dels germans Pélissier en fer-ho. Durant les primeres etapes, abans dels Pirineus, els esprintadors lluitaren per les victòries d'etapa. L'italià Learco Guerra va passar a liderar la cursa després de guanyar la segona etapa. Entre els favorits a la victòria final destaca la caiguda patida per Alfredo Binda en la setena etapa, que li va fer perdre més d'una hora i tota esperança a la victòria final. Amb tot, Binda va guanyar la vuitena i novena etapa, abans d'abandonar durant la desena etapa. En la novena etapa el liderat passà a mans del francès André Leducq, que arribà a meta amb el mateix temps que Binda. En aquesta mateixa etapa el veritable protagonista del dia fou el "touriste-routier" Benoît Fauré, que passà en primer lloc pel cim de l'Aubisca i el Tourmalet, tot i que en els darrers quilòmetres fou superat per Binda, Leducq, Pierre Magne i Antonin Magne.
En la setzena etapa, baixant del Galibier, el líder de la cursa, André Leducq va caure, perdent el coneixement. Quan es va despertar Pierre Magne el va pujar a la bicicleta, i amb l'ajut dels seus companys d'equip el van ajudar a reintegrar-se al grup dels favorits. Learco Guerra, segon classificat a la general amb poc més de 16 minuts, va veure una oportunitat i junt amb Jef Demuysere va accelerar el ritme. Just abans d'iniciar l'ascensió al coll del Télégraphe Leducq va trencar un pedal de la bicicleta. El seu company d'equip Marcel Bidot agafà un pedal de la bicicleta d'un espectador. Leducq va pensar a abandonar, però fou convençut pels seus companys perquè tornés a pujar a la bicicleta. Amb 60 quilòmetres per l'arribada van aconseguir reintegrar-se al grup de Guerra i fins i tot disputar i guanyar l'esprint a Évian-les-Bains.
Sense cap més etapa de muntanya fins al final la victòria de Leducq estava assegurada. Charles Pélissier va fer més gloriosa la victòria de l'equip francès, en guanyar les darreres quatre etapes. Fins a sis francesos acabaren entre els deu primers de la general.

## Resultats

### Etapes
Charles Pélissier guanyà vuit etapes, quatre d'elles de manera consecutiva. Va ser el darrer ciclista en fer-jo fins que Mario Cipollini ho repetí el 1999. Pélissier també creuà en primera posició la sisena etapa, però fou desqualificat per haver agafat de la samarreta a Binda. Alhora finalitzà en segona posició set vegades i entre els tres primers de l'etapa en 18 de les 21 etapes. Pélissier dominà les etapes, però va perdre temps en les etapes de muntanya. En la novena etapa acabà quinzè, perdent més de 23 minuts, en la catorzena va perdre 75 segons amb Leducq, i en la quinzena perdé més de 50 minuts, acabant en 31a posició. Les vuit victòries d'etapa de Pélissier en una mateixa edició del Tour és un rècord que es manté vigent en l'actualitat. Aquest rècord fou igualat per Eddy Merckx el 1970 i 1974 i Freddy Maertens el 1976.
| Etapa | Data         | Recorregut                    | Km  | Vencedor d'etapa        | Líder de la general     |
| ----- | ------------ | ----------------------------- | --- | ----------------------- | ----------------------- |
| 1a    | 2 de juliol  | París - Caen                  | 206 | Charles Pélissier (FRA) | Charles Pélissier (FRA) |
| 2a    | 3 de juliol  | Caen - Dinan                  | 203 | Learco Guerra (ITA)     | Learco Guerra (ITA)     |
| 3a    | 4 de juliol  | Dinan - Brest                 | 206 | Charles Pélissier (FRA) | Learco Guerra (ITA)     |
| 4a    | 5 de juliol  | Brest - Gwened                | 210 | Omer Taverne (BEL)      | Learco Guerra (ITA)     |
| 5a    | 6 de juliol  | Gwened - Les Sables-d'Olonne  | 202 | André Leducq (FRA)      | Learco Guerra (ITA)     |
| 6a    | 7 de juliol  | Les Sables-d'Olonne - Bordeus | 285 | Jean Aerts (BEL)        | Learco Guerra (ITA)     |
| 7a    | 8 de juliol  | Bordeus - Hendaia             | 222 | Jules Merviel (FRA)     | Learco Guerra (ITA)     |
| 8a    | 9 de juliol  | Hendaia - Pau                 | 146 | Alfredo Binda (ITA)     | Learco Guerra (ITA)     |
| 9a    | 10 de juliol | Pau - Luishon                 | 231 | Alfredo Binda (ITA)     | André Leducq (FRA)      |
| 10a   | 12 de juliol | Luishon - Perpinyà            | 322 | Charles Pélissier (FRA) | André Leducq (FRA)      |
| 11a   | 14 de juliol | Perpinyà - Montpeller         | 164 | Charles Pélissier (FRA) | André Leducq (FRA)      |
| 12a   | 15 de juliol | Montpeller - Marsella         | 209 | Antonin Magne (FRA)     | André Leducq (FRA)      |
| 13a   | 16 de juliol | Marsella - Canes              | 181 | Learco Guerra (ITA)     | André Leducq (FRA)      |
| 14a   | 17 de juliol | Canes - Niça                  | 132 | Louis Peglion (FRA)     | André Leducq (FRA)      |
| 15a   | 19 de juliol | Niça - Grenoble               | 333 | Learco Guerra (ITA)     | André Leducq (FRA)      |
| 16a   | 21 de juliol | Grenoble - Évian-les-Bains    | 331 | André Leducq (FRA)      | André Leducq (FRA)      |
| 17a   | 23 de juliol | Évian-les-Bains - Belfort     | 282 | Frans Bonduel (BEL)     | André Leducq (FRA)      |
| 18a   | 24 de juliol | Belfort - Metz                | 223 | Charles Pélissier (FRA) | André Leducq (FRA)      |
| 19a   | 25 de juliol | Metz - Charleville            | 159 | Charles Pélissier (FRA) | André Leducq (FRA)      |
| 20a   | 26 de juliol | Charleville - Malo-les-Bains  | 271 | Charles Pélissier (FRA) | André Leducq (FRA)      |
| 21a   | 27 de juliol | Malo-les-Bains - París        | 300 | Charles Pélissier (FRA) | André Leducq (FRA)      |

### Classificació General
| Classificació General | Classificació General   | Classificació General                     | Classificació General | Classificació General |
| Pos.                  | Ciclista                | Patrocinador                              | Temps                 |                       |
| --------------------- | ----------------------- | ----------------------------------------- | --------------------- | --------------------- |
| 1                     | André Leducq (FRA)      | França                                    | 172h 12' 16"          |                       |
| 2                     | Learco Guerra (ITA)     | Itàlia                                    | + 14' 13"             |                       |
| 3                     | Antonin Magne (FRA)     | França                                    | + 16' 03"             |                       |
| 4                     | Jef Demuysere (BEL)     | Bèlgica                                   | + 21' 34"             |                       |
| 5                     | Marcel Bidot (FRA)      | França                                    | + 41' 18"             |                       |
| 6                     | Pierre Magne (FRA)      | França                                    | + 45' 42"             |                       |
| 7                     | Frans Bonduel (BEL)     | Bèlgica                                   | + 56' 19"             |                       |
| 8                     | Benoît Fauré (FRA)      | Touriste-routier (equip regional Sud-est) | + 58' 34"             |                       |
| 9                     | Charles Pélissier (FRA) | França                                    | + 1h 04' 37"          |                       |
| 10                    | Adolf Schön (Alemanya)  | Alemanya                                  | + 1h 21' 39"          |                       |

### Classificació per equips
La classificació per equips nacionals fou guanyada per l'equip francès.
| Pos. | Equip    | Temps        |
| ---- | -------- | ------------ |
| 1    | França   | 517h 34' 09" |
| 2    | Bèlgica  | + 1h 48' 55" |
| 3    | Alemanya | + 5h 09' 59" |
| 4    | Itàlia   | + 6h 32' 42" |
| 5    | Espanya  | + 6h 42' 50" |

Els touriste-routiers foren dividits en equips regionals, per la qual cosa es va realitzar una classificació per equips diferenciada. L'equip del Sud-est en fou el guanyador.
| Pos. | Equip          | Temps         |
| ---- | -------------- | ------------- |
| 1    | Sud-est        | 524h 07' 15"  |
| 2    | Xampanya       | + 13h 21' 50" |
| 3    | Illa de França | + 15h 45' 56" |
| 4    | Costa Blava    | + 17h 13' 29" |
| 5    | Midi           | + 18h 12' 41" |
| 6    | Provença       | + 20h 47' 29" |
| 7    | Normandia      | + 25h 46' 13" |
| 8    | Nord           | + 33h 00' 52" |
| 9    | Alsàcia-Lorena | + 35h 11' 08" |

### Altres classificacions
El diari organitzador de la cursa, L'Auto anomenà Benoît Fauré el meilleur grimpeur, el millor escalador. Aquest títol no oficial és el predecessor de la classificació de la muntanya.

## Evolució de les classificacions
En totes les etapes els ciclistes van prendre la sortida plegats. El primer a arribar a meta era el vencedor d'etapa. Els diferents temps de cada etapa eren sumats per aconseguir la classificació general, guanyada pel ciclista amb menor temps acumulat i identificat amb un mallot groc.
Per primera vegada es va introduir una classificació per equips oficial en què se sumaven els temps dels tres millors ciclistes. L'equip amb un menor temps era proclamat vencedor.
Pels touriste-routiers, ciclistes que no formaven part dels equips nacionals, hi va haver premis addicionals. El touriste-routier millor classificat va rebre un premi, però no s'identificà amb cap mallot. Alguns dels touriste-routiers estaven agrupats en equips regionals i també es va fer una classificació per equips regionals, amb les mateixes regles que la classificació per equips nacionals.
| Etapa | Vencedor          | Classificació general | Millor touriste-routier                | Classificació per equips nacionals | Classificació per equips regional |
| ----- | ----------------- | --------------------- | -------------------------------------- | ---------------------------------- | --------------------------------- |
| 1     | Charles Pélissier | Charles Pélissier     | Diversos ciclistes amb el mateix temps | França                             | Nord França                       |
| 2     | Learco Guerra     | Learco Guerra         | Diversos ciclistes amb el mateix temps | Itàlia                             | Nord França                       |
| 3     | Charles Pélissier | Learco Guerra         | Diversos ciclistes amb el mateix temps | Itàlia                             | Nord França                       |
| 4     | Omer Taverne      | Learco Guerra         | Diversos ciclistes amb el mateix temps | França                             | Nord França                       |
| 5     | André Leducq      | Learco Guerra         | Diversos ciclistes amb el mateix temps | França                             | Nord França                       |
| 6     | Jean Aerts        | Learco Guerra         | Diversos ciclistes amb el mateix temps | França                             | Nord França                       |
| 7     | Jules Merviel     | Learco Guerra         | Jean Gouleme                           | França                             | Sud-est França                    |
| 8     | Alfredo Binda     | Learco Guerra         | Jean Gouleme                           | França                             | Sud-est França                    |
| 9     | Alfredo Binda     | André Leducq          | Benoît Faure                           | França                             | Sud-est França                    |
| 10    | Charles Pélissier | André Leducq          | Benoît Faure                           | França                             | Sud-est França                    |
| 11    | Charles Pélissier | André Leducq          | Benoît Faure                           | França                             | Sud-est França                    |
| 12    | Antonin Magne     | André Leducq          | Benoît Faure                           | França                             | Sud-est França                    |
| 13    | Learco Guerra     | André Leducq          | Benoît Faure                           | França                             | Sud-est França                    |
| 14    | Louis Peglion     | André Leducq          | Benoît Faure                           | França                             | Sud-est França                    |
| 15    | Learco Guerra     | André Leducq          | Benoît Faure                           | França                             | Sud-est França                    |
| 16    | André Leducq      | André Leducq          | Benoît Faure                           | França                             | Sud-est França                    |
| 17    | Frans Bonduel     | André Leducq          | Benoît Faure                           | França                             | Sud-est França                    |
| 18    | Charles Pélissier | André Leducq          | Benoît Faure                           | França                             | Sud-est França                    |
| 19    | Charles Pélissier | André Leducq          | Benoît Faure                           | França                             | Sud-est França                    |
| 20    | Charles Pélissier | André Leducq          | Benoît Faure                           | França                             | Sud-est França                    |
| 21    | Charles Pélissier | André Leducq          | Benoît Faure                           | França                             | Sud-est França                    |
| Final | Final             | André Leducq          | Benoît Faure                           | França                             | Sud-est França                    |

## A posteriori
El format amb equips nacionals fou ben acollit per l'organització del Tour. Va ajudar el fet que fos un ciclista francès el vencedor final de la cursa, cosa que va fer augmentar el nombre de vendes del diari L'Auto. Aquest format, amb equips nacionals, es va mantenir fins al 1962, quan reaparegueren els equips comercials, amb una pausa el 1967 i 1968 en què tornaren a participar els equips nacionals.